# The Guess Who
The Guess Who is een Canadese rockband die hits scoorde als American Woman en Clap for the Wolfman. Het festival Le Guess Who? is naar hen vernoemd.

## Geschiedenis

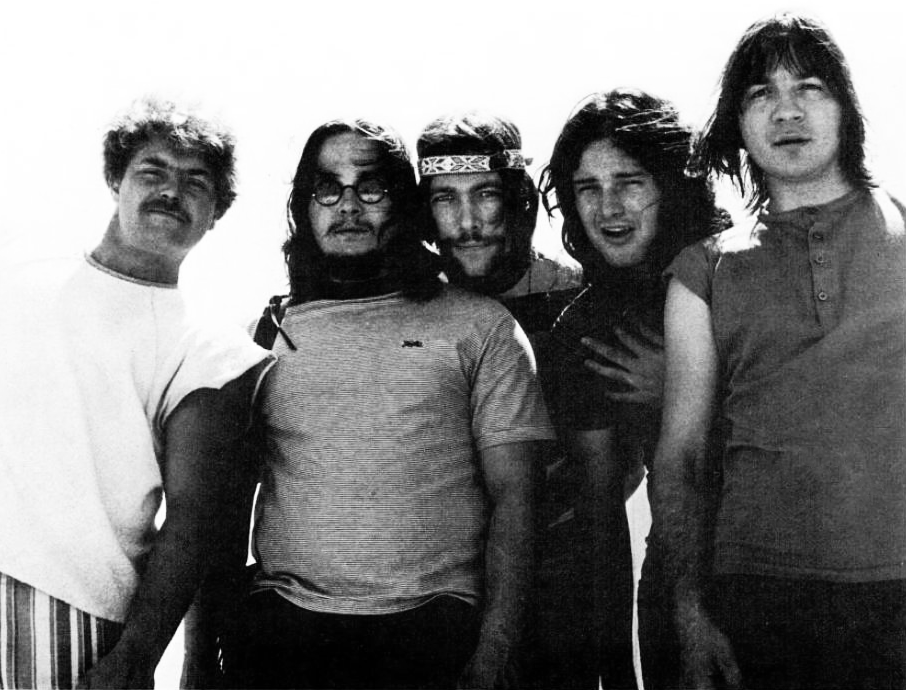

### Oorspronkelijke bestaansperiode
De geschiedenis van The Guess Who gaat terug tot 1958, toen Chad Allan (zang) in Winnipeg zijn band Al and the Silvertones oprichtte. Deze band veranderde haar naam later in Chad Allan and the Reflections en daarna in The Expressions. Ze bestond naast Allan uit Randy Bachman (gitaar), Jim Kale (basgitaar) en Garry Peterson (drums). In Engeland oogstten ze succes met de single His Girl, waarna ze bij Mills Music en King Records tekenden. Met Bob Ashley als pianist werd in 1965 de single Shakin' All Over uitgebracht (een nieuwe versie van een nummer van Johnny Kidd and the Pirates uit 1960). Als publiciteitsstunt werd op de hoes enkel de vraag "Guess Who?" in plaats van een bandnaam vermeld. Indertijd waren Britse rock-'n-rollbandjes zeer populair en het platenlabel hoopte dat het publiek zou denken dat de band uit Engeland kwam, zodat ze konden profiteren van de Britse invasie. Nadat in december 1965 Burton Cummings (zang, piano) zich bij de groep voegde en in mei 1966 Allan en Ashley de band verlieten, werd The Guess Who als vaste bandnaam gekozen.
De single Shakin' All Over betekende hun internationale doorbraak en van 1965 tot 1968 had de band meerdere hits in Canada met onder andere Tossin' and turnin' en Hey Ho What You Do to Me. In 1969 werd het door Bachman en Cummings geschreven These Eyes als achttiende single van The Guess Who uitgebracht, waarvan een miljoen exemplaren verkocht werden. Deze single bereikte de top tien in de Amerikaanse hitlijst en beleefde bijna dertig jaar later een tweede jeugd als hiphop-sample. 
1970 werd een topjaar in hun bestaan : ze scoorden meerdere nummer één hits : No Time, American Woman, No Sugar Tonight en Share the Land. Bachman, overtuigd Mormoon, vertrok datzelfde jaar na ruzies met Cummings en formeerde Bachman-Turner Overdrive waarmee hij in 1974 de wereldhit You ain't see nothing yet scoorde. Vervangers werden Kurt Winter en Greg Leskiw die in 1972 om dezelfde reden als Bachman vertrok; Donnie McDougall nam zijn plaats in. Jim Kale werd vervangen door Bill Wallace.
In 1974 scoorde The Guess Who hun laatst grote hit; Clap for the Wolfman, opgedragen aan diskjockey Wolfman Jack die ook zijn medewerking verleende. McDougall en Winter werden vervangen door Domenic Troiano met wie de albums Flavours (oktober 1974) en Power in the Music (juli 1975) werden opgenomen. Deze albums lieten een progressiever, jazzier geluid horen dan op voorgaande releases; Cummings was niet bij met deze veranderingen en verliet de band voor een solocarrière. The Guess Who hield in oktober 1975 op te bestaan.

### Latere formaties
In 1977 kwam The Guess Who bij elkaar, zonder Cummings en Bachman die het te druk hadden met hun afzonderlijke en gezamenlijke projecten. Kale liet de groepsnaam registreren, en vanaf 1978 verschenen er nieuwe platen die de oude successen echter niet wisten te evenaren. Ondertussen speelden Burton Cummings, Randy Bachman, Garry Peterson en Bill Wallace op 4 november 1979 eenmalig in deze bezetting in de tv-special Burton Cummings: Portage & Main; het werd pas op 2 februari 1981 uitgezonden. Daarna volgden tot 2004 diverse reünieconcerten van de "American Woman-bezetting. Bachman en Cummings hebben vergeefs geprobeerd om de rechten van de groepsnaam in handen te krijgen, vandaar dat hun album Jukebox uit 2007 werd uitgebracht als Bachman & Cummings. 
The Guess Who treedt nog steeds op met Peterson als laatste originele lid. Kale maakte in 2018 bekend niet meer op tournee te zullen gaan; Rudy Sarzo, voormalig gitarist van Quiet Riot, viel reeds voor hem in en werd nu officieel als vervanger aangewezen. In september 2018 verscheen het album The Future IS What It Used To Be.

## Discografie

### Studioalbums
- Shakin' All Over (1965)
- Hey Ho (What You Do to Me) (1965)
- It's Time (1966)
- A Wild Pair (1968, splitalbum)
- Wheatfield Soul (1968)
- Canned Wheat (1969)
- American Woman (1970)
- Share the Land (1970)
- So Long, Bannatyne (1971)
- Rockin' (1972)
- Wild One (1972)

- Artificial Paradise (1973)
- #10 (1973)
- Road Food (1974)
- Flavours (1974)
- Power in the Music (1975)
- The Way They Were (1976)
- Guess Who's Back (1978)
- All This for a Song (1979)
- Now and Not Then (1981)
- Liberty of Lonely One (1995)
- The Future IS What It Used To Be (2018)

### NPO Radio 2 Top 2000
| Nummers met noteringen in de NPO Radio 2 Top 2000 | '99  | '00  | '01  | '02  | '03  | '04  | '05  |
| ------------------------------------------------- | ---- | ---- | ---- | ---- | ---- | ---- | ---- |
| American Woman                                    | 1336 | 1308 | 1565 | 1394 | 1375 | 1551 | 1764 |
| Clap for the Wolfman                              | 1907 | 1762 | -    | 502  | -    | -    | -    |

1. ↑  Een '-' betekent dat het nummer niet was genoteerd en een vetgedrukt getal geeft de hoogste notering van een nummer aan.
2. ↑  Deze tabel is bijgewerkt tot en met de laatste editie (2024).